# Unione Sportiva Fasano 2000-2001
Questa pagina raccoglie le informazioni riguardanti l'Unione Sportiva Fasano nelle competizioni ufficiali della stagione 2000-2001.